# Carretera de Nebraska 250
La Carretera de Nebraska 250, y abreviada NE 250 (en inglés: Nebraska Highway 250) es una carretera estatal estadounidense ubicada en el estado de Nebraska. La carretera inicia en el Sur desde la NE 2  este de Ellsworth hacia el Norte en la US 20  en Rushville. La carretera tiene una longitud de 78,3 km (48.64 mi).

## Mantenimiento
Al igual que las autopistas interestatales, y las rutas federales y el resto de carreteras estatales, la Carretera de Nebraska 250 es administrada y mantenida por el Departamento de Carreteras de Nebraska por sus siglas en inglés NDOR.